# Lijst van modeontwerpers

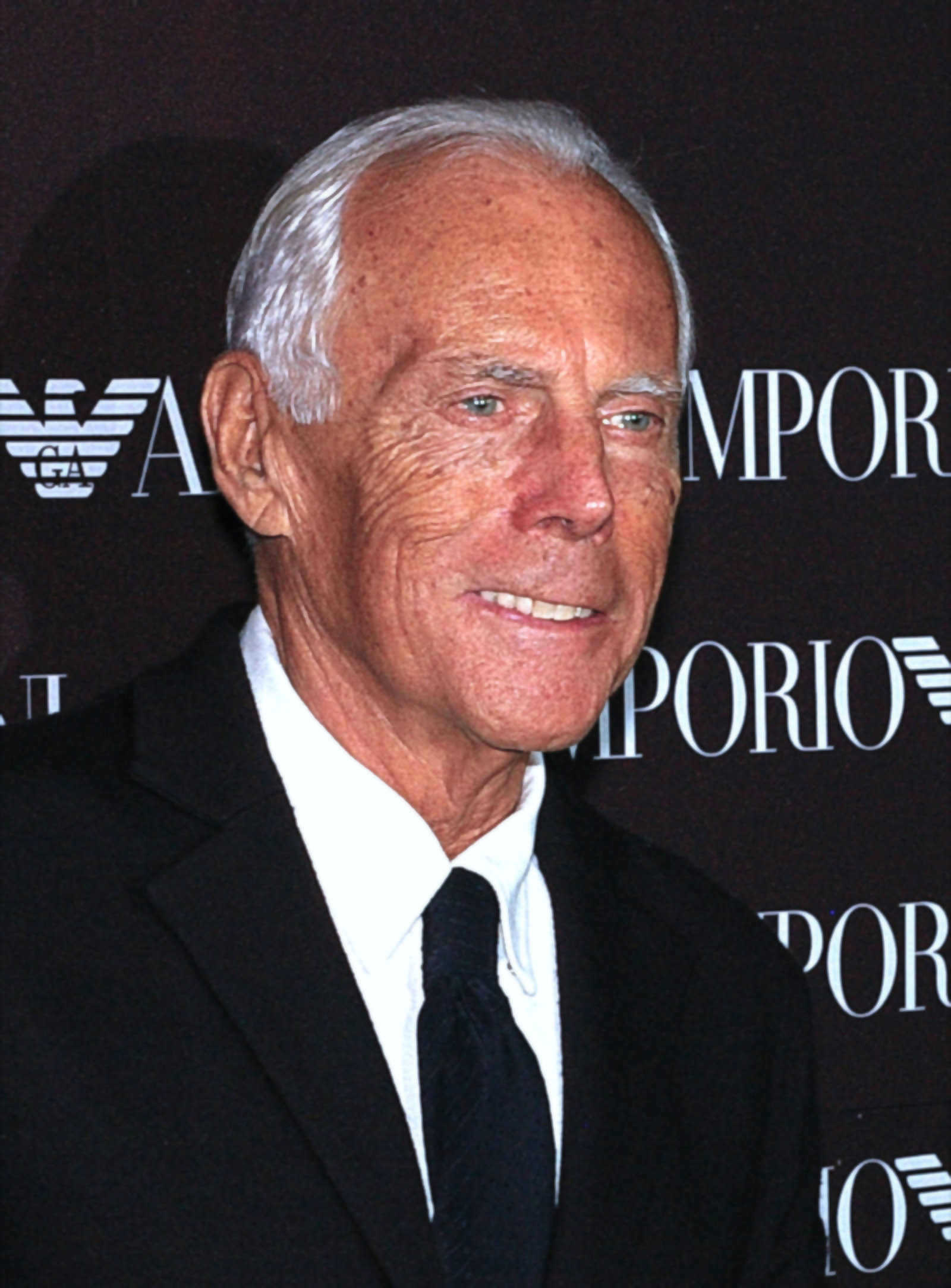
Giorgio Armani

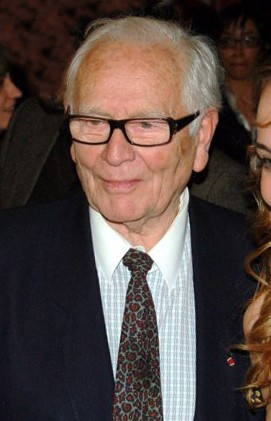
Pierre Cardin

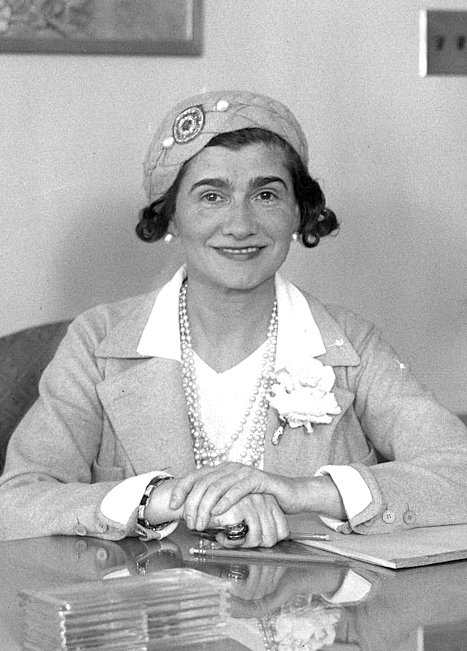
Coco Chanel

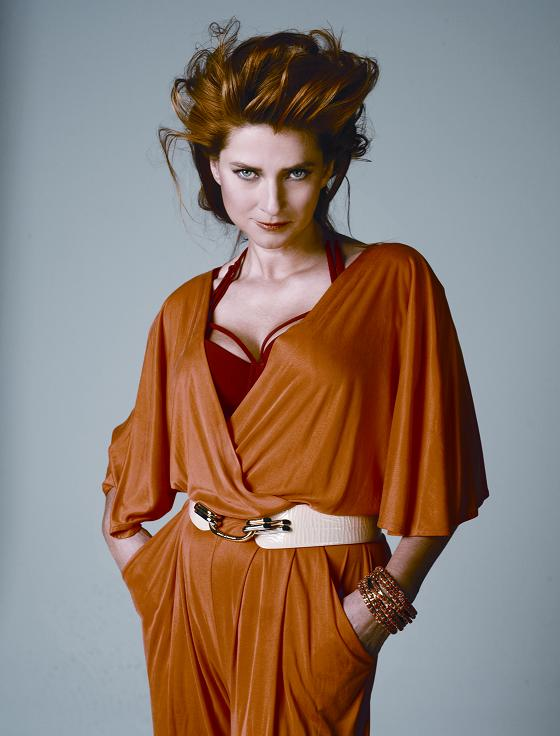
Marlies Dekkers

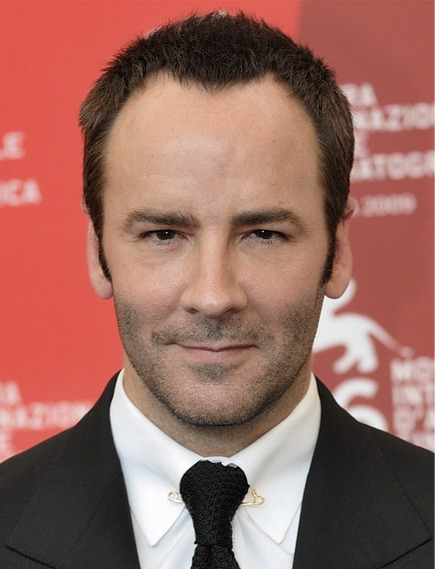
Tom Ford

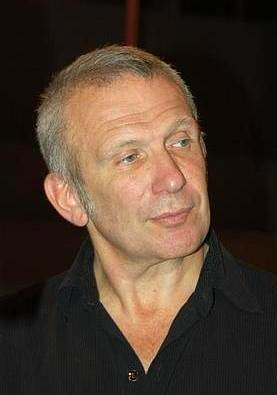
Jean Paul Gaultier

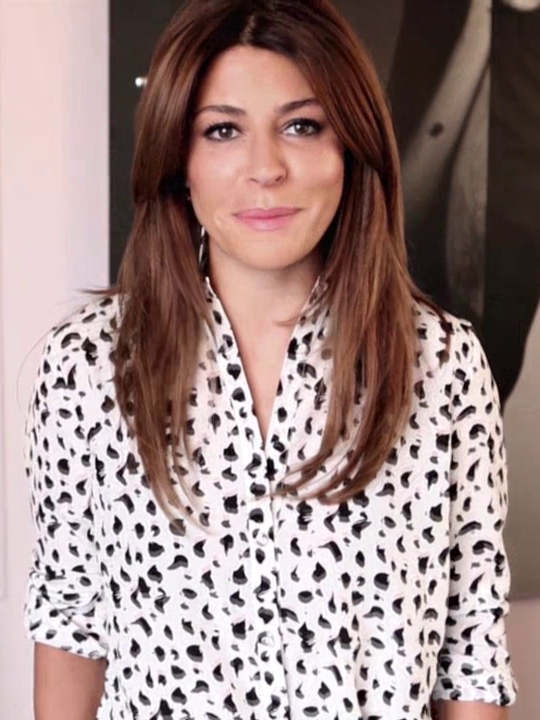
Olcay Gulsen

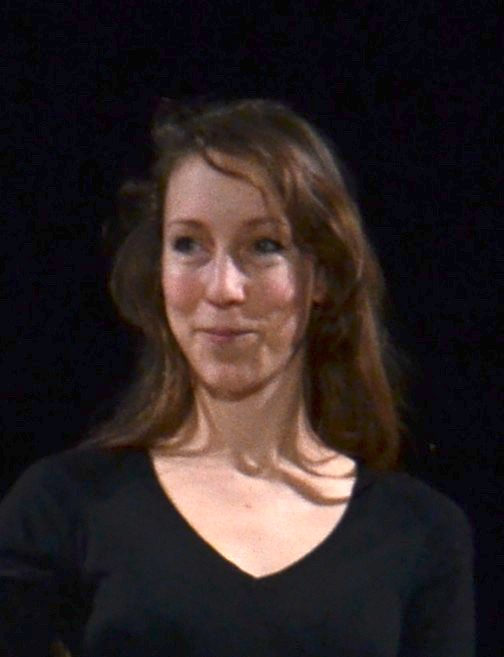
Iris van Herpen

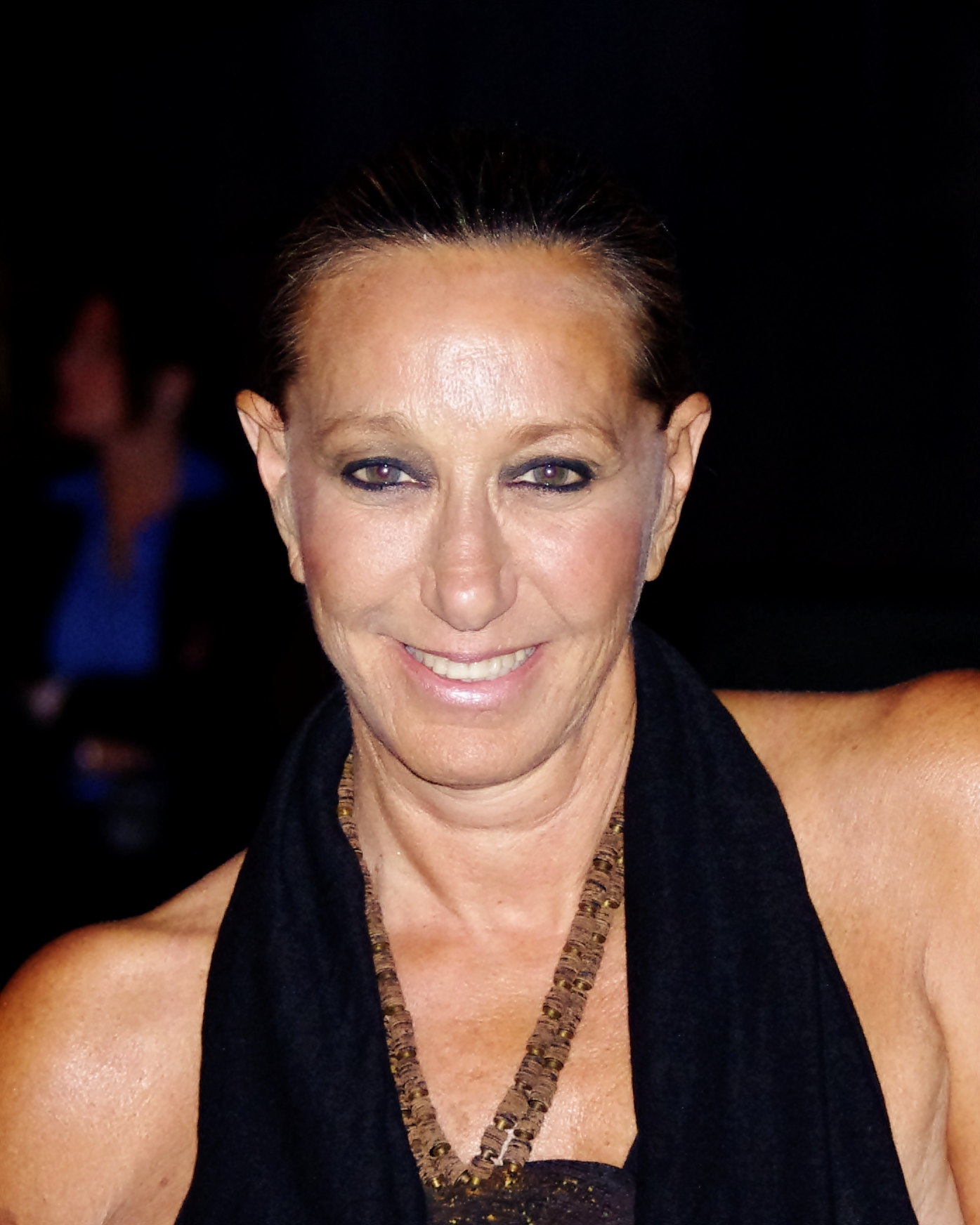
Donna Karan

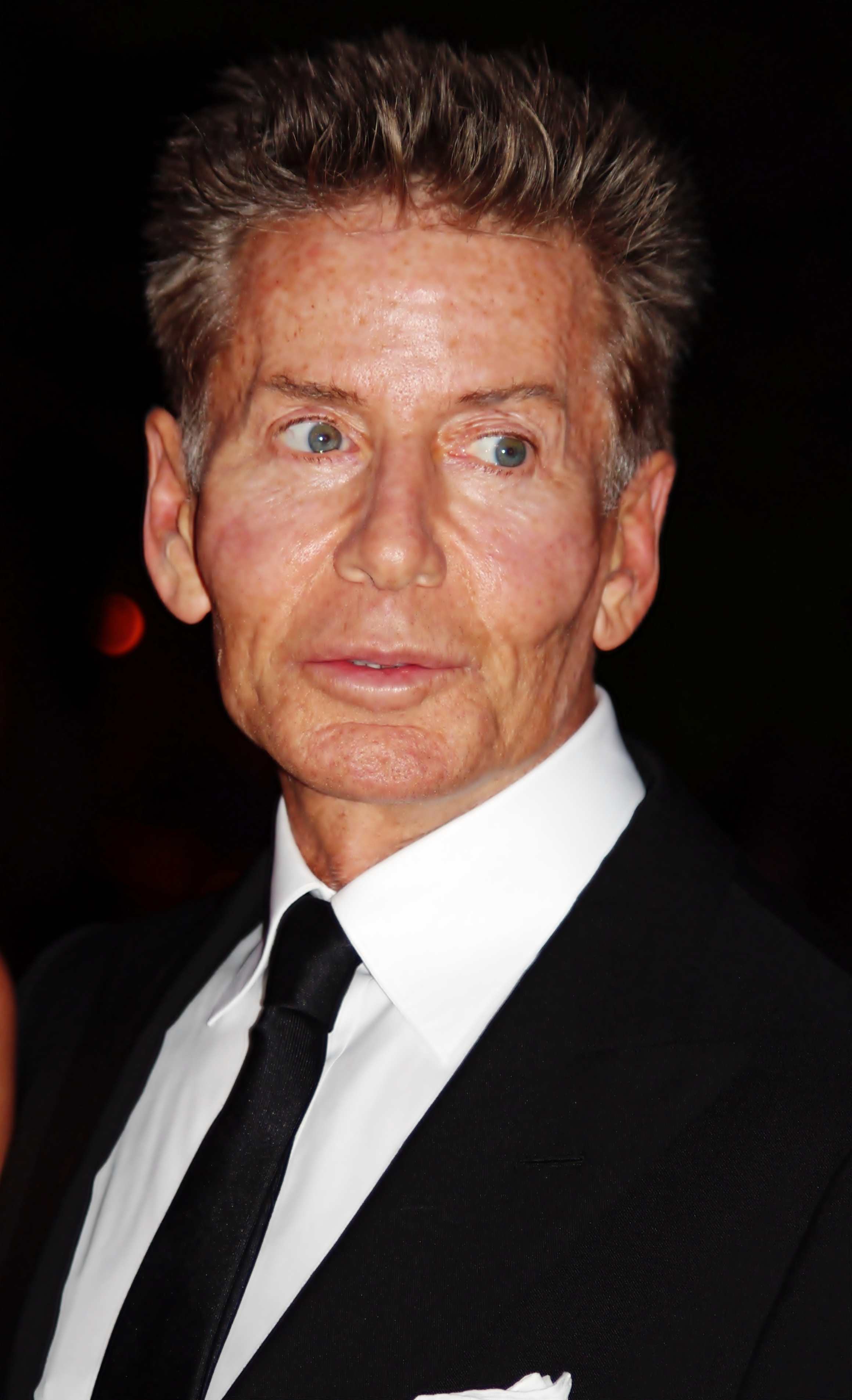
Calvin Klein

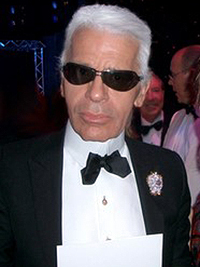
Karl Lagerfeld

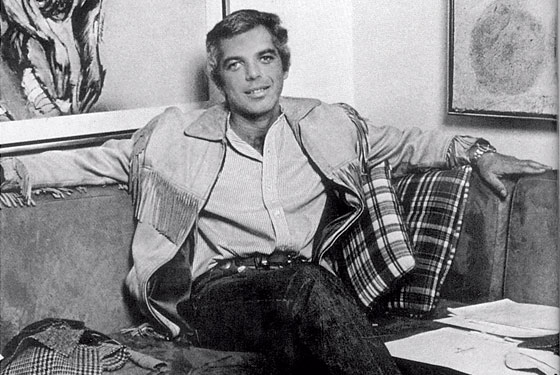
Ralph Lauren

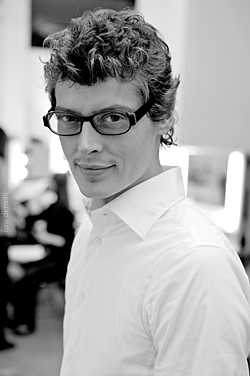
Bruno Pieters

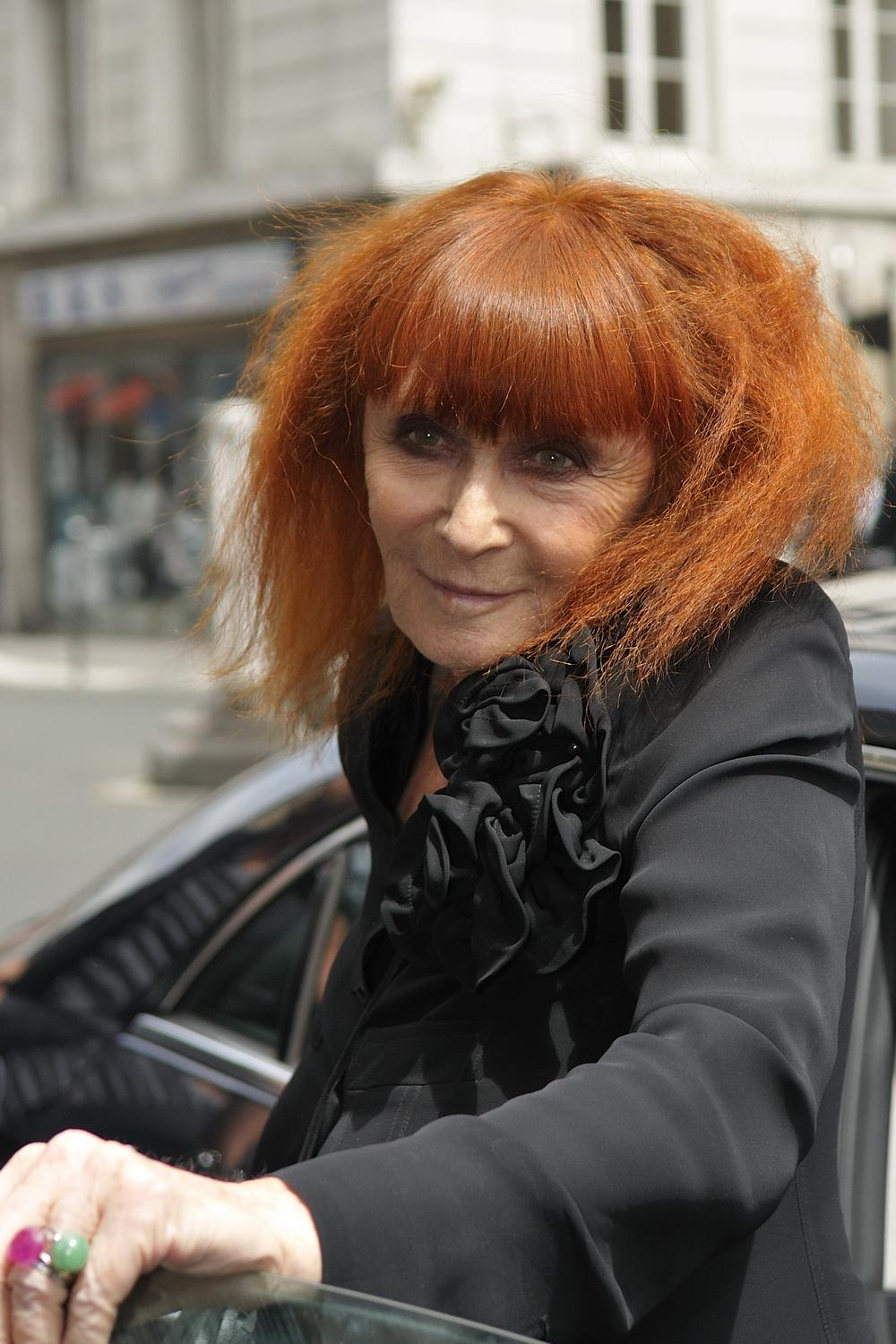
Sonia Rykiel

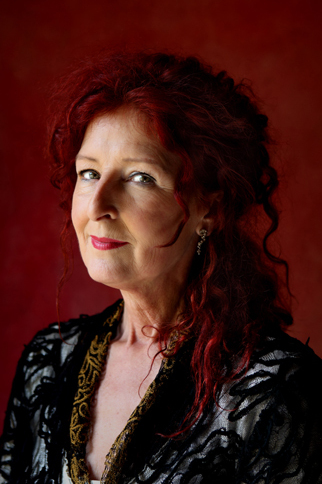
Kaat Tilley

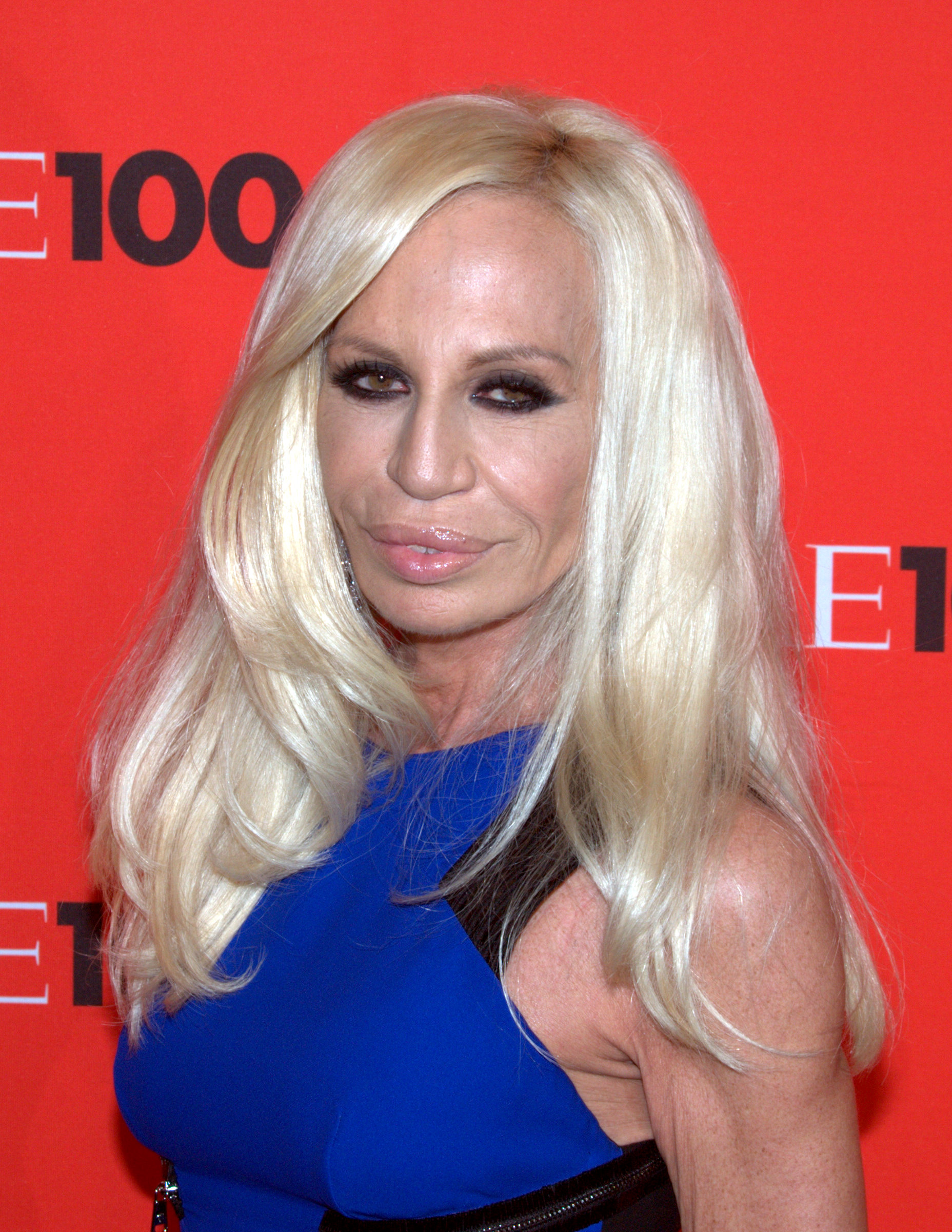
Donatella Versace

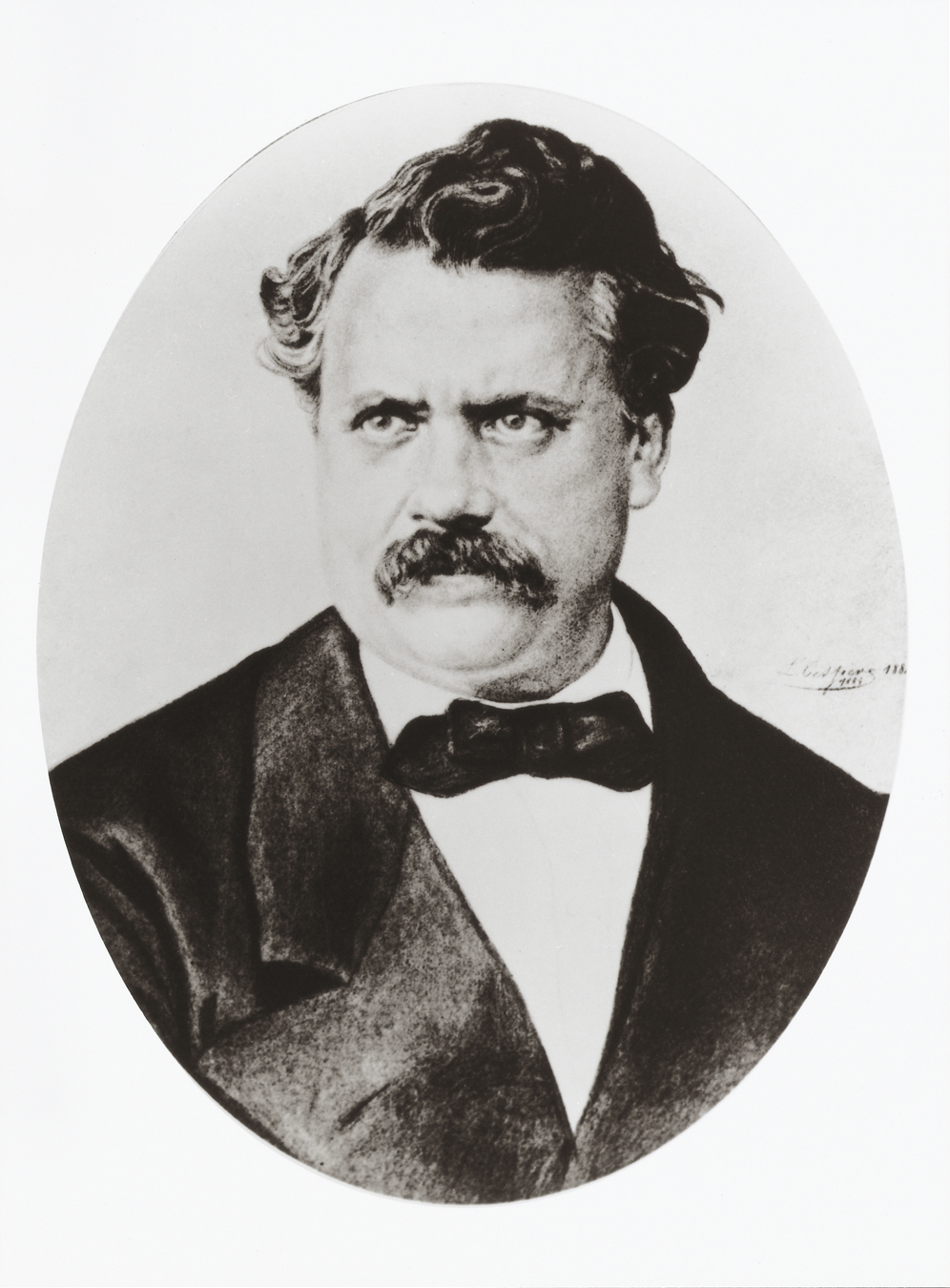
Louis Vuitton

Dit is een lijst van modeontwerpers met een artikel op de Nederlandstalige Wikipedia, gerangschikt naar land.

## België
- Dirk Bikkembergs (1959)
- Veronique Branquinho (1973)
- Christophe Coppens (1969)
- Ann Demeulemeester (1959)
- Anna Heylen (1963)
- Stijn Helsen (1973)
- Martin Margiela (1975)
- Bruno Pieters (1978)
- Cathy Pill (1981)
- Elvis Pompilio (1961) (hoeden)
- Ann Salens (1940-1994)
- Raf Simons (1968)
- Olivier Strelli (1946)
- Olivier Theyskens (1977)
- Kaat Tilley (1959-2012)
- Kris Van Assche (1976)
- Walter Van Beirendonck (1957)
- Dries Van Noten (1958)
- Dirk Van Saene (1959)
- Nicky Vankets (1979)
- Annemie Verbeke (1953)
- Edouard Vermeulen (1957)
- Marina Yee (1958)

## Duitsland
- Hugo Boss (1885-1948)
- Karl Lagerfeld (1935-2019)
- Rudolph Moshammer (1940-2005)

## Frankrijk
- Pierre Balmain (1914-1982)
- Pierre Cardin (1922-2020)
- Coco Chanel (1883-1971)
- André Courrèges (1923)
- Hubert De Givenchy (1927)
- Christian Dior (1905-1957)
- Jean Paul Gaultier (1952)
- Christian Lacroix (1951)
- Jeanne Lanvin (1867-1946)
- Yves Saint Laurent (1936-2008)
- Christian Louboutin (1964) (schoenen)
- Isabel Marant (1967)
- Paloma Picasso (1949) (sieraden)
- Paul Poiret (1879-1944)
- Nina Ricci (1883 - 1970)
- Sonia Rykiel (1930-2016)
- Madeleine Vionnet (1876 – 1975)
- Louis Vuitton (1821-1892)

## Georgië
- Demna Gvasalia (1981)
- Avtandil Tskvitinidze (1973)

## Italië
- Giorgio Armani (1934)
- Roberto Cavalli (1940)
- Domenico Dolce (1958)
- Gianfranco Ferré (1944-2007)
- Alberta Ferretti (1950)
- Stefano Gabbana (1962)
- Valentino Garavani (1932)
- Guccio Gucci (1881-1953)
- Miuccia Prada (1949)
- Elsa Schiaparelli (1890-1973)
- Riccardo Tisci (1974)
- Donatella Versace (1955)
- Gianni Versace (1946-1997)

## Japan
- Kenzo Takada (1939-2020)
- Yohji Yamamoto (1943)

## Nederland
- Armeni (1972)
- Michael Barnaart van Bergen (1983)
- Lien Bergé-Farwick (1902-1980)
- Mattijs van Bergen (1980)
- Marielle Bolier (1942)
- Monique Collignon (1962)
- Zeynep Dag (1990)
- Marlies Dekkers (1965)
- Frank Govers (1932-1997)
- Saskia van Drimmelen (1968)
- Barbara Farber (1931)
- Carl Gellings (1930)
- Olcay Gulsen (1980)
- Iris van Herpen (1984)
- Max Heymans (1918-1997)
- Dick Holthaus (1928)
- Viktor Horsting (1969)
- Sjaak Hullekes (1981)
- Percy Irausquin (1969-2008)
- Claes Iversen (1977)
- Jan Jansen (1941) (schoenen)
- Janice (Jan Bosmans) (1985)
- Joline Jolink (1981)
- Claudy Jongstra (1963)
- Hans Kemmink (1947)
- Ronald van der Kemp (1964)
- Bas Kosters (1977)
- Addy van den Krommenacker (1950)
- Puck Kroon (1941)
- Emmy van Leersum (1930)
- Fong Leng (1937)
- Oger Lusink (1947)
- Frans Molenaar (1940-2015)
- Judith Osborn (1966)
- Bodil Ouédraogo (1995)
- Antoine Peters (1981)
- Joan Praetorius (1899-1984)
- Paul Schulten (1965)
- Theo Sijthoff (1937-2006)
- Alexander van Slobbe (1959)
- Rolf Snoeren (1969)
- Riet Spijkers (1970)
- Truus Spijkers (1970)
- Jan Taminiau (1975)
- Hans Ubbink (1961)
- Mart Visser (1968)
- Edgar Vos (1931-2010)
- Theresia Vreugdenhil (1929-2012)
- Sheila de Vries (1949)
- Michelangelo Winklaar (1983)
- Daryl van Wouw (1977)

## Spanje
- Cristóbal Balenciaga (1895-1972)
- Manolo Blahnik (1942) (schoenen)
- Paco Rabanne (1934)

## Verenigd Koninkrijk
- Thomas Burberry (1835-1926)
- Hussein Chalayan (1970)
- John Galliano (1960)
- Stella McCartney (1971)
- Alexander McQueen (1969-2010)
- Mary Quant (1934)
- Vivienne Westwood (1941-2022)
- Charles Frederick Worth (1825-1895)

## Verenigde Staten
- Bill Blass (1922-2002)
- Oleg Cassini (1913-2006)
- Nudie Cohn (1902-1984)
- Tom Ford (1961)
- Diane von Fürstenberg (1946)
- Elizabeth Hawes (1903-1971)
- Tommy Hilfiger (1951)
- Marc Jacobs (1963)
- Karl Kani (1968)
- Donna Karan (1948)
- Calvin Klein (1942)
- Michael Kors (1959)
- Ralph Lauren (1939)
- Óscar de la Renta (1932-2014)
- Geraldine M. Sherman (1922-2012)
- Michelle Smith (modeontwerper) (1972 0f 1973)
- Vera Wang (1949)

## Andere landen
- Ma Ke (1971) - China
- Tetteh Adzedu (1949) - Ghana
- Yovita Meta (1955) - Indonesië
- Elie Saab (1964) - Libanon
- Jimmy Choo (1961) - Maleisië
- Alphadi of Seidnaly Sidhamed (1957) - Niger
- Oumou Sy (1952) - Senegal
- Björn Borg (1956) - Zweden